# Lai Ching-te
Lai Ching-te (kinesiska: 賴清德; pinyin: Lài Qīngdé), även 
William Lai, född 6 oktober 1959 i Wanli i Taipei, är en taiwanesisk politiker och utropad som vinnare i presidentvalet januari 2024. Han är för närvarande landets vicepresident. Tidigare har Lai fungerat som Taiwans premiärminister och Tainans borgmästare.

## Bakgrund och utbildning
Lais far var gruvarbetare. Lai har studerat medicin vid National Cheng Kung University där han disputerade inom medicin. Vidare har kan en kandidatexamen (medicin) från National Taiwan University och magisterexamen (offentlig hälsovård) vid Harvard..

## Politisk karriär
Lais politiska karriär inleddes då han valdes till Taiwans parlament år 1998. Han valkrets var Tainan och han återvaldes tre gånger. Lai nämndes också som Taiwans "Bästa lagstiftare" av Taipei-baserade Citizen Congress Watch..
I 2010 valdes Lai till Tainans borgmästare då han fick 60,4 % av rösterna. Hans utmanare var Kuo Tien-tsai (Kuomintang). Under sin mandatperiod deltog Lai i en mässa i Shanghai.
I augusti 2018, som premiärminister, föreslog Lai att engelska skulle göras till officiellt språk i Taiwan om ett år.
Lais regering upplöstes i januari 2019 på grund av DPP:s dåliga resultat i kommunalvalen.
I februari 2020 deltog Lai i en bönefrukost i Washington, vilket innebär att han är den första taiwanesiska vicepresident som deltagit efter att de diplomatiska relationerna mellan Förenta staterna och Taiwan avbröts 1979.

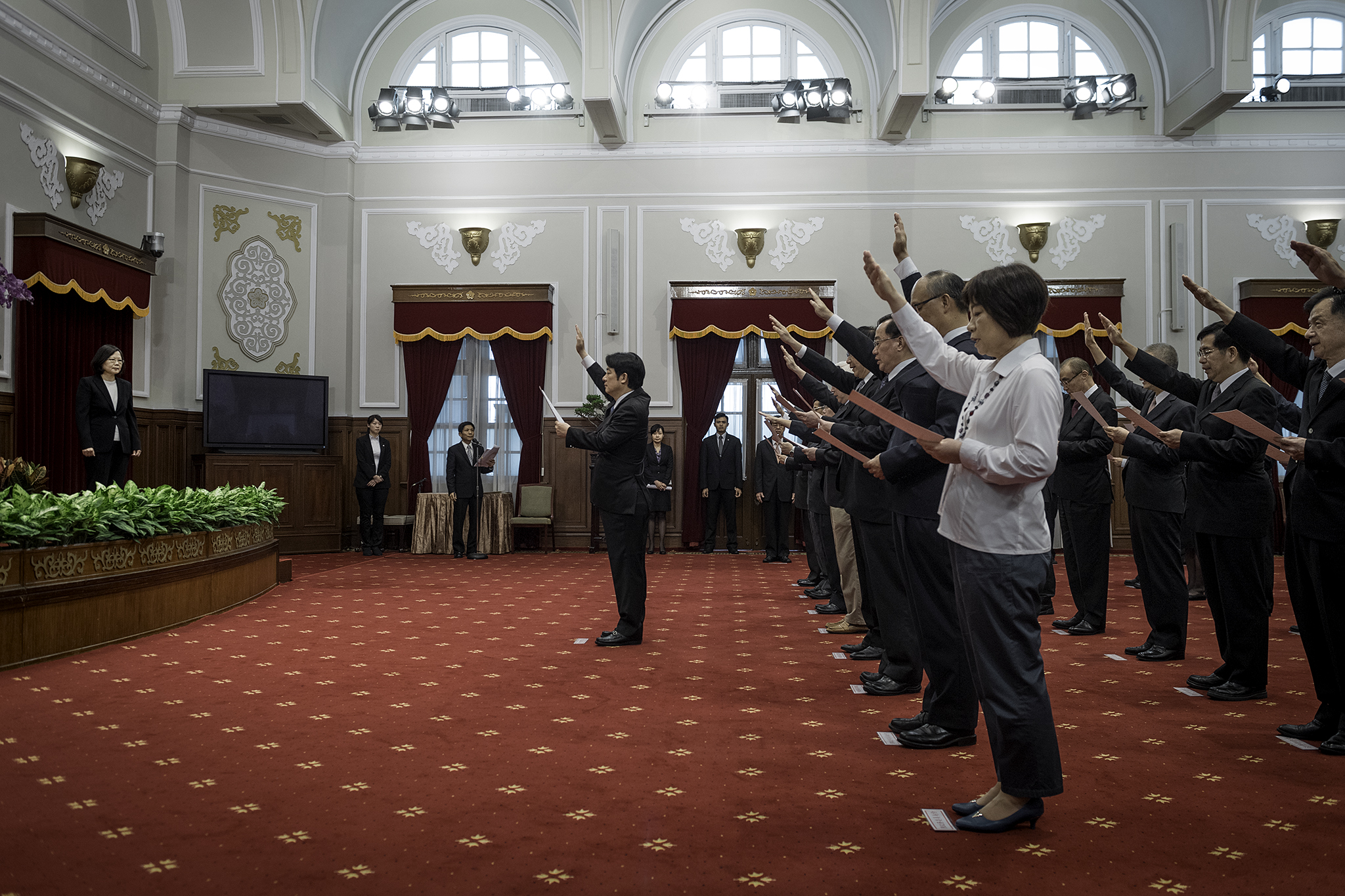
Lais ämbetsed i september 2017 framför president Tsai Ing-wen.